# Megathura crenulata

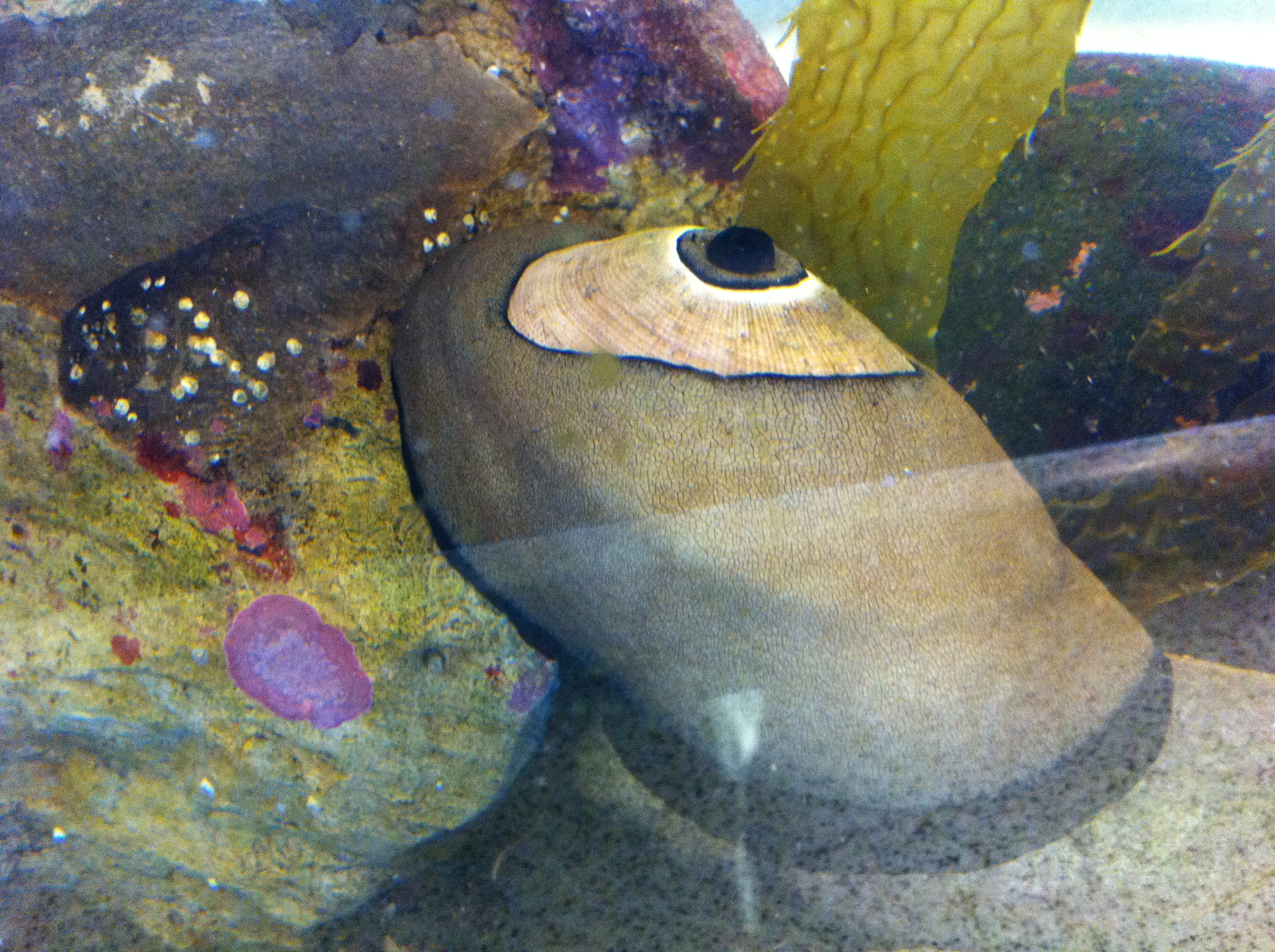
Living specimen of Megathura crenulata with mantle extended over much of its shell.

Megathura crenulata, common name the "great keyhole limpet" or "giant keyhole limpet", là một loài limpet thuộc họ Fissurellidae. These keyhole limpets are large, growing up to 60–132 mm. They are được tìm thấy ở the Eastern Pacific.
Megathura là một monotypic genus, in other words, this is the only species in that genus.

## Keyhole limpet hemocyanin
Keyhole limpet hemocyanin from Megathura crenulata is used as vaccine carrier protein.

## Hình ảnh

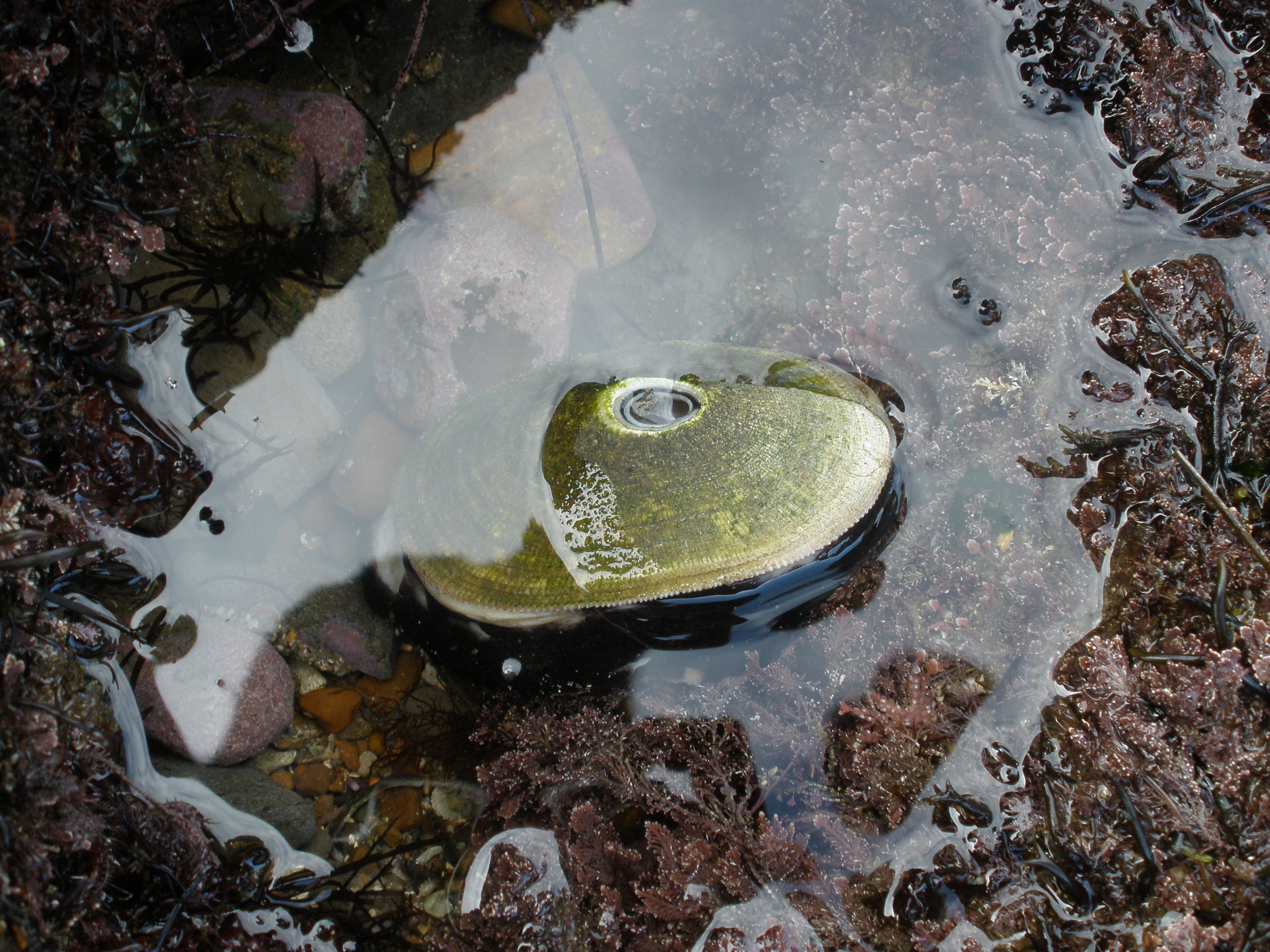
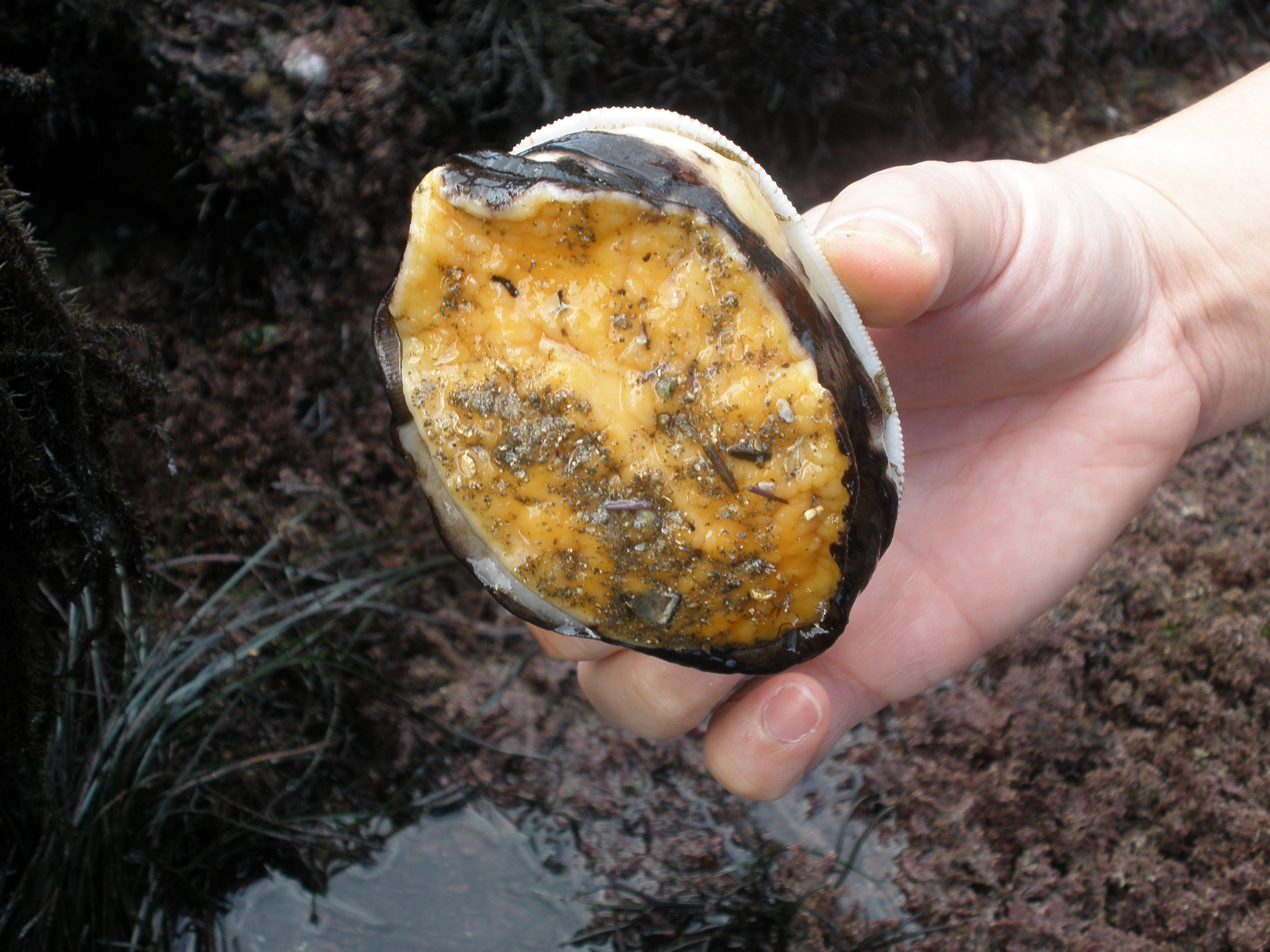